# Бур (река)
Бур (Буур, Пур) — река в России, протекает в Восточной Сибири по территории Оленёкского и Булунского улусов Якутии, левый приток реки Оленёк.
Длина реки — около 501 км, площадь водосборного бассейна — 13 900 км². Питание снеговое и дождевое. По данным наблюдений с 1980 по 1994 год среднегодовой расход воды в 19 км от устья составляет 70,76 м³/с. Протекает по Северо-Сибирской низменности.

## Основные притоки
(расстояние от устья)
- 75 км: река Ноюо (лв)
- 127 км: река Кыра-Хос-Терюттях (лв)
- 261 км: река Ары-Онгорбут (лв)

## Данные водного реестра
По данным государственного водного реестра России относится к Ленскому бассейновому округу, речной бассейн реки — Оленёк, речной подбассейн реки — отсутствует, водохозяйственный участок реки — Оленёк от водомерного поста гидрометеорологической станции Сухана до устья.
Код объекта в государственном водном реестре — 18020000212117600061132.